# Premio Nacional de las Músicas Actuales
El Premio Nacional de las Músicas Actuales es un premio anual que concede el Ministerio de Cultura de España. Está dotado con 30.000€ y hace un reconocimiento de las acciones que más han destacado en el ámbito de las músicas actuales realizadas por personas físicas o por colectivos susceptibles de ser considerados como creadores. Se empieza a conceder en el 2009.

## Personas galardonadas
- 2009: Joan Manuel Serrat[1]
- 2010: Amaral[2]
- 2011: Santiago Auserón[3]
- 2012: Kiko Veneno[4]
- 2013: Luz Casal[5]
- 2014: Carmen París[6]
- 2015: Jorge Pardo[7]
- 2016: Martirio[8]
- 2017: Javier Ruibal[9]
- 2018: Christina Rosenvinge[10]
- 2019: Mala Rodríguez[11]
- 2020: Chano Domínguez[12]
- 2021: Rozalén[13]
- 2022: Sílvia Pérez Cruz[14]
- 2023: Rodrigo Cuevas[15]
- 2024: Miren Iza[16]